# Sheena, Queen of the Jungle
Sheena, Queen of the Jungle, és una heroïna de la jungla del còmic nord-americà, publicada originalment principalment per Fiction House durant l'edat d'or dels còmics. Va ser el primer personatge femení de còmic amb el seu propi títol, amb el seu número d'estrena de 1941 (amb data de portada la primavera de 1942) abans que Wonder Woman núm. 1 (estiu de 1942).
Precedida en la literatura per Rima, the Jungle Girl de la novel·la de William Henry Hudson de 1904 Green Mansions, Sheena era essencialment una versió femenina de Tarzan. Una òrfena que va créixer a la jungla i va aprendre a sobreviure i prosperar allà, posseïa la capacitat de comunicar-se amb animals salvatges i era experta en el combat amb ganivets, llances, arcs i armes improvisades; les seves aventures en l'edat d'or van implicar sobretot trobades amb comerciants d'esclaus, caçadors blancs, africans nadius i animals salvatges.

## Història de la publicació

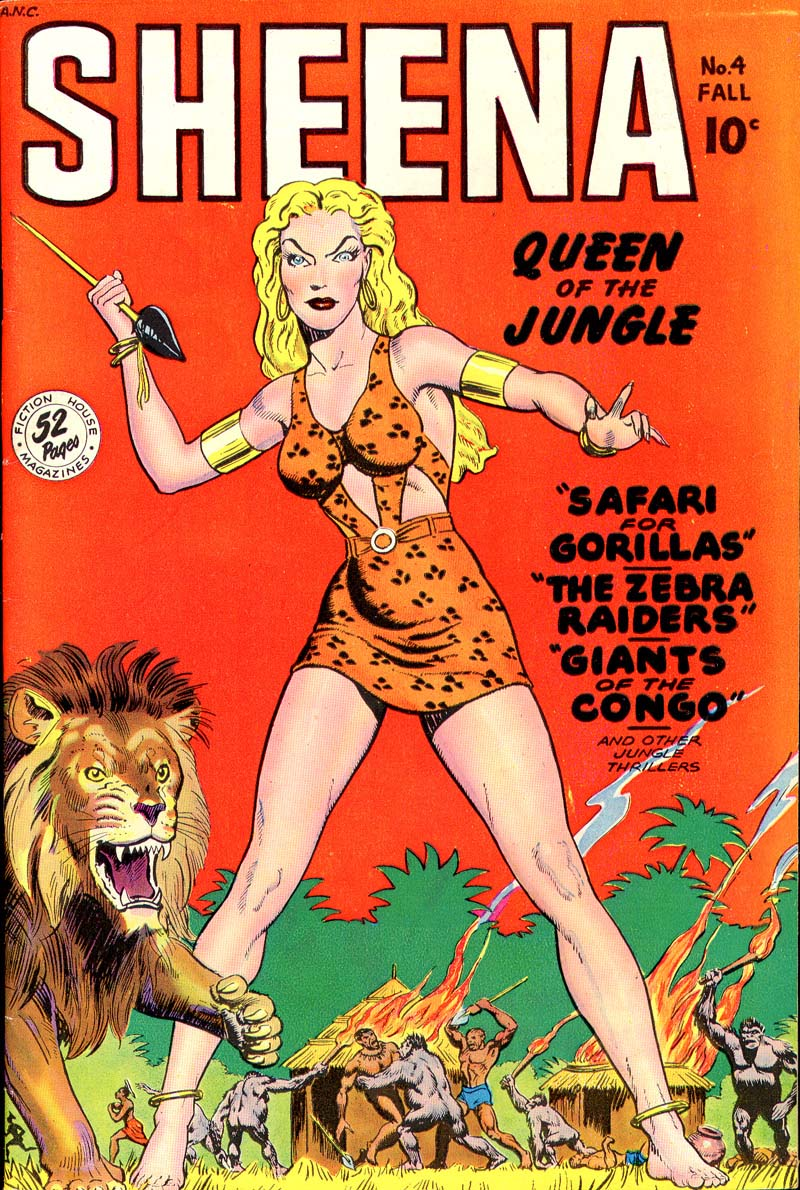
Sheena núm. 4 (tardor de 1948). Portada de Joe Doolin

Sheena va debutar a la revista britànica Wags núm. 46 de Joshua B. Power el gener de 1938. La seva creació s'atribueix a Will Eisner i Jerry Iger. Una font diu que Iger, a través del seu petit estudi Universal Phoenix Features (UFP), va encarregar a Mort Meskin que produís dibuixos prototip de Sheena. UFP era un dels pocs estudis que produïen còmics sota demanda per a editors i sindicats, i el client dels quals Editors Press Service va distribuir el serial a Wags. Per ajudar a ocultar el fet que el seu estudi constava només d'ells mateixos, el duet va signar Sheena amb el pseudònim "W. Morgan Thomas". Eisner va dir que una inspiració per al nom del personatge va ser la novel·la She, de la deessa de la selva de 1886, de H. Rider Haggard. Iger, que va sostenir que Eisner no tenia res a veure amb la creació del personatge, va afirmar que va triar el nom perquè la seva ment va anar cap al nom despectiu "sheenies" com de vegades s'anomenava als jueus als seus inicis a Nova York.
Sheena va aparèixer per primera vegada als Estats Units a Jumbo Comics núm. 1 de Fiction House, i posteriorment en tots els números (setembre de 1938 – abril de 1953), així com en la seva innovadora sèrie derivada de 18 números, Sheena, Queen of the Jungle (primavera de 1942 – hivern de 1952), el primer còmic amb el nom d'un personatge femení al títol. Sheena també va aparèixer a Fiction House's Ka'a'nga núm. 16 (estiu de 1952) i el 3-D Sheena, Jungle Queen (1953) —aquest últim reeditat per Blackthorne Publishing com a Sheena 3-D Special (maig de 1985). Blackthorne també va publicar Jerry Iger's Classic Sheena (abril de 1985).
Fiction House, originalment una editorial de revistes pulp, va publicar històries en prosa de la seva heroïna estrella a les històries de one-shots de polpa dels seus últims dies Stories of Sheena, Queen of the Jungle (primavera de 1951) i Jungle Stories vol. 5 núm. 11 (primavera de 1954). AC Comics ha publicat reimpressions de històries clàssiques de Sheena.
La propietat, que va romandre inactiva fins a l'estrena de la pel·lícula de Sheena ha passat des de llavors per les mans de diverses editorials:
- Marvel va llançar una adaptació de dos números de la pel·lícula el 1984.
- Sheena i el seu homòleg masculí Kaanga van encapçalar Jungle Comics, una sèrie de tres números de Blackthorne que es va publicar de maig a octubre de 1988.[8]
- London Night, una editorial independent especialitzada en heroïnes femenines i eròtica softcore, va llançar un reinici de Sheena el febrer de 1998, amb un còmic en color seguit de tres números d'una minisèrie en blanc i negre de quatre números (maig de 1998 - febrer de 1999). Aquesta sèrie va traslladar l'escenari de les selves d'Àfrica a les d'Amèrica del Sud, una innovació retinguda per la majoria de les adaptacions posteriors.

- Un segon reinici va ser llançat per Devil's Due Publishing l'any 2007 sota la direcció de Steven E. de Souza, que el va situar al seu país fictici preexistent d'Amèrica del Sud de Val Verde. Els títols de Devil's Due incloïen Sheena, Queen of the Jungle núm. 1–5 (juny de 2007 – gener de 2008), Sheena, Trail of the Mapinguari one-shot (abril de 2008) i Sheena, Queen of the Jungle: Dark Rising núm. 1–3 (octubre de 2008 – desembre de 2008). Totes les sèries posteriors han tingut lloc en aquesta continuïtat.
- Moonstone va reviure el títol amb Sheena, Queen of the Jungle #1–3 el 2014, de nou escrit per Steven S. i David de Souza.
- El renaixement de Sheena més important fins ara ha estat una sèrie de Dynamite que va començar amb una sèrie de deu números del 2017[9] coescrita per Marguerite Bennett i Christina Trujilo, amb art de Moritat (números 1-4) i Maria Laura Sanapo (números 5-10).[10] Una segona sèrie de deu números escrita per Stephen Mooney i dibuixada per Jethro Morales[11] es va estrenar el novembre de 2021; una tercera, subtitulada Fatal Exams i ambientat en un internat d'elit, va tenir cinc números l'any 2023 i va ser coescrit per Steven S. de Souza i Wes Clark Jr., amb art d'Ediano Silva.[12] La sèrie de Dynamite va representar un reinici suau, conservant l'escenari i els personatges de la sèrie de Devil's Due / Moonstone però no la continuïtat.

## Biografia del personatge de ficció
Sheena és la filla jove i rossa de Cardwell Rivington, que està explorant l'Àfrica amb la seva filla al remolc. Quan Cardwell mor accidentalment després de beure una poció màgica feta per Koba, una bruixa nativa, Sheena queda òrfena. Koba cria la noia com la seva pròpia filla, ensenyant-li els camins de la selva i diverses llengües d'Àfrica central. La Sheena adulta es converteix en "reina de la selva" i adquireix un company mico anomenat Chim.
Segons la Jess Nevins' Encyclopedia of Golden Age Superheroes, (Enciclopèdia de l'Edat d'Or del Superherois de Jess Nevins) "Ajudada pel gran caçador blanc Bob Reynolds, Sheena lluita contra tot allò que es troba sota el sol, incloent entre d'altres: nadius hostils, animals hostils, gegants, un super-simi, el terror verd, tigres de dents de sable, cultes vudús, homes goril·la, simis diables, cultes de sang, reines demoníaques, dinosaures, exèrcits de formigues, homes lleó, races perdudes, ocells lleopards, homes de les cavernes, déus serps, simis vampirs, etc."
Originalment vestida amb un senzill vestit vermell, Sheena va adquirir el seu emblemàtic biquini de pell de lleopard al número 10 de Jumbo Comics.
Amb el temps, el poble natal de Sheena és destruït, deixant a Sheena amb un guia de safari blanc anomenat Bob Reynolds (anomenat alternativament "Bob Reilly" o "Bob Rayburn"), que es converteix en el seu company. En les encarnacions posteriors, el company de Sheena és Rick Thorne.
El 1988 Jungle Comics va començar amb la Sheena original dels anys 40 vivint jubilada a la Nova York contemporània, sota el nom de Sharon McClory. Se li dóna l'oportunitat de ser rejovenida per mitjans màgics perquè pugui tornar a l'Àfrica i unir-se a Kaanga, el seu company de Fiction House dels anys quaranta (pastitx de Tarzan), igualment desaparegut, en una lluita contra una banda assassina de caçadors furtius terroristes.
El reinici de la London Night de 1998 va traslladar l'acció a Sud-amèrica, va convertir Sheena en pèl-roja i va donar el seu nom real com a Sheila Fortner. Aquesta encarnació del personatge encapçalava una organització substancial, amb una tripulació d'assistents i una elaborada base subterrània.
En el reinici de Souza de 2007 (també ambientat a Sud-amèrica, però en un país de ficció diferent), el nom de Sheena era Rachel Rivington Cardwell (també escrit "Caldwell " a la sèrie posterior Devil's Due i Moonstone, i "Cadwell" a les primeres sèries Dynamite), un homenatge al nom del seu pare als còmics originals 1940. Òrfena criada a la ciutat amagada de Piatiti, Sheena era en realitat la néta desapareguda del despietat industrial Harrison Cardwell, i era venerada pels pobles tribals de la Zona Prohibida (l'interior inexplorat de Val Verde) com la "Matayana", la llegendària protectora del Bosc Mare. A més de diversos companys humans: l'activista ecologista idealista Bob Kellerman, el cínic cap de seguretat de Cardwell Martin Ransome, l'estudiant universitari Chamo i la seva companya rica Tyler Pinto, va compartir un vincle telepàtic amb tres socis animals: el jaguar negre Yagua, el guacamaya escarlata Pete i el mico aranya Chim.

## Recepció
Sheena va ocupar el lloc 59 a la llista "100 Sexiest Women in Comics" de Comics Buyer's Guide.

## En altres mitjans

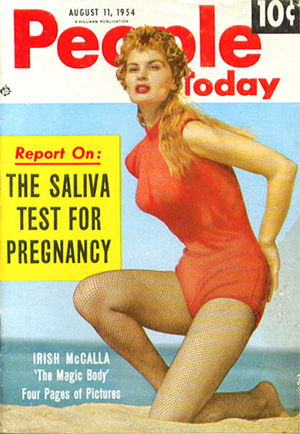
Irish McCalla a la portada d'una revista estatunidenca el 1954.

La model Irish McCalla va interpretar el personatge principal a Sheena: Queen of the Jungle, una sèrie de televisió de 26 episodis, emesa en primera edició de 1955 a 1956. McCalla va dir a un entrevistador d'un diari que Nassour Studios la va descobrir mentre llançava una llança de bambú a una platja de Malibu, Califòrnia, i va afegir famosament: "No podia actuar, però podia balancejar-me entre els arbres". Tot i que el personatge va ser creat en còmics per Will Eisner i Jerry Iger molts anys abans, un obituari del New York Times de 1956 per a Claude E. Lapham, un editor de 10 anys a Fiction House, diu: "La seva història 'Sheena' va ser la base de la història de televisió amb aquest nom".
La pel·lícula Sheena, reina de la jungla de Columbia Pictures de 1984, produïda per Paul Aratow, va ser protagonitzada Tanya Roberts, que abans havia protagonitzat Kiri a la pel·lícula El senyor de les bèsties de MGM de 1982. En aquesta versió, el nom del personatge és Janet Ames, filla de Philip i Betsy Ames, abans de ser rebatejada Sheena per un Xaman. La Sheena de Roberts tenia un vocabulari molt ampliat respecte del de McCalla (a més d'una connexió telepàtica amb animals de la selva). Marvel Comics va publicar una adaptació al còmic de la pel·lícula de Sheena com a Marvel Comics Super Special núm. 34 (juny de 1984), reimprimint-la com a Sheena, Queen of the Jungle núm. 1–2 (desembre de 1984–febrer de 1985).
La indústria cinematogràfica de Bollywood a l'Índia va produir una sèrie de versions hindi no acreditades de Sheena, començant per Tarzan Sundari, també conegut com Lady Tarzan (1983); Africadalli Sheela (1986); i Jungle Ki Beti (1988).
Sheena va ser reviscuda per Hearst Entertainment l'octubre de 2000, interpretada per Gena Lee Nolin. En aquesta versió, el nom real del personatge és Shirley Hamilton. A Sheena se li va donar un nou poder en aquesta sèrie Columbia/TriStar de 35 capítols: la capacitat d'adoptar la forma de qualsevol animal de sang calenta un cop mirava als seus ulls. També va ser representada com una assassina ferotge, capaç de convertir-se en una criatura humanoide anomenada Darak'Na; en aquesta forma va matar nombrosos individus, encara que en la seva forma habitual també es va veure en nombrosos episodis apunyalant soldats i altres malvats fins a la mort. Igual que amb Tanya Roberts, la Sheena de Nolin pronunciava frases senceres.
El 2017, Millennium Films va començar a desenvolupar un reinici de Sheena.
La cançó de Ramones "Sheena Is a Punk Rocker" es va inspirar en Sheena, Queen of the Jungle. La cançó va aparèixer per primera vegada al tercer àlbum de la banda, Rocket to Russia, l'any 1977.
La cançó de Bruce Springsteen "Crush on You" conté la lletra "She makes the Venus de Milo look like she got no style/she makes Sheena of the Jungle look meek and mild." (Ella fa que la Venus de Milo sembli com si no tingués estil / ella fa que Sheena of the Jungle sembli mansa i suau).
Ike Turner va acreditar a Sheena, la reina de la selva com una de les seves inspiracions per crear el personatge escènic de Tina Turner. Va triar el nom "Tina" perquè rimava amb "Sheena".